# 阿麗安·拉蓓
阿麗安·拉蓓（法語：Ariane Labed，1984年5月8日—），法國演員。2010年，她因演出《愛的抱抱》而於第67屆威尼斯影展獲得最佳女演員。

## 生平
阿麗安·拉蓓出生於希臘雅典，其父母皆為法國人，她從小便在希臘、德國、法國之間成長。拉蓓學習舞蹈十年之後，她在大學主修劇場研究並開始在劇場演出。

## 外部連結
- Ariane Labed在互联网电影资料库（IMDb）上的資料（英文）
- Vasistas Theatre Company Official Site （页面存档备份，存于）